# 10e étape du Tour de France 1994
Pour un article plus général, voir Tour de France 1994.
La 10e étape du Tour de France 1994 a lieu le 12 juillet 1994 entre les villes de Bergerac et de Cahors sur une distance de 160,5 km. Elle est remportée par Jacky Durand, champion de France en titre.

## Parcours
L'étape relie Bergerac, sous-préfecture de la Dordogne et Cahors, préfecture du Lot. Globalement plat, avec trois difficultés répertoriées en 4e catégorie au classement de la montagne, le parcours va néanmoins chercher quelques reliefs dans les Causses du Quercy, dans la seconde partie de l'étape, notamment la côte de Montfaucon, point culminant de la journée. Trois sprints intermédiaires sont également disputés aux Eyzies-de-Tayac, à Sarlat-la-Canéda et à Lamagdelaine.

## La course
Au lendemain de l'étape qui a vu Miguel Indurain prendre la tête du classement général, la course n'est plus rythmée, à l'inverse des étapes disputées depuis le départ de Lille, par la bataille pour le maillot jaune. Néanmoins, l'échappée du jour, initiée par Jacky Durand dès le 8e kilomètre, inclut Gianluca Bortolami, quatrième du général à plus de cinq minutes d'Indurain. Durand a attaqué tous les jours depuis le départ du Tour (« sauf en Angleterre, parce que pour moi ce n'était pas le Tour de France », dixit l'intéressé), tandis que Bortolami veut mettre à mal la domination d'Indurain, en faisant travailler son équipe avant même les étapes de montagne. Accompagnés de Marco Serpellini et Stephen Hodge, ils ne parviennent à prendre que trois minutes sur le peloton, avance maximale que leur accorde l'équipe Banesto.
Alors qu'une contre-attaque, menée par Jean-Claude Colotti, Christian Henn et Mario Chiesa, tente de faire la jonction à un peu plus de trente kilomètres de l'arrivée, la course se décante dans le final. Gianluca Bortolami crève à dix kilomètres de la ligne, et doit laisser filer ses compagnons d'échappée. Deux kilomètres plus tard, Jacky Durand surprend Serpellini et Hodge, et vient gagner l'étape en solitaire avec près d'une minute d'avance. Maillot de champion de France sur les épaules, il remporte la première victoire de sa carrière sur le Tour de France, la première remportée par un champion de France en titre depuis Laurent Fignon en 1984. Bortolami, qui termine avec 56 secondes d'avance sur le peloton, prend la troisième place du classement général, aux dépens d'Armand de Las Cuevas.

## Classement de l'étape
| Classement de la 10e étape | Classement de la 10e étape | Classement de la 10e étape | Classement de la 10e étape | Classement de la 10e étape |
|                            | Coureur                    | Pays                       | Équipe                     | Temps                      |
| -------------------------- | -------------------------- | -------------------------- | -------------------------- | -------------------------- |
| 1er                        | Jacky Durand               | France                     | Castorama                  | en 3 h 38 min 11 s         |
| 2e                         | Marco Serpellini           | Italie                     | Lampre-Panaria             | + 55 s                     |
| 3e                         | Stephen Hodge              | Australie                  | Festina-Lotus              | + 59 s                     |
| 4e                         | Gianluca Bortolami         | Italie                     | Mapei-CLAS                 | + 59 s                     |
| 5e                         | Christian Henn             | Allemagne                  | Telekom-Merckx             | + 59 s                     |
| 6e                         | Jean-Claude Colotti        | France                     | GAN                        | + 1 min 3 s                |
| 7e                         | Mario Chiesa               | Italie                     | Carrera-Tassoni            | + 1 min 18 s               |
| 8e                         | Djamolidine Abdoujaparov   | Ouzbékistan                | Polti-Vaporetto            | + 1 min 55 s               |
| 9e                         | Ján Svorada                | Slovaquie                  | Lampre-Panaria             | + 1 min 55 s               |
| 10e                        | Silvio Martinello          | Italie                     | Mercatone Uno-Medeghini    | + 1 min 55 s               |
| modifier                   |                            |                            |                            |                            |

## Classement général
| Classement général après la 10e étape | Classement général après la 10e étape | Classement général après la 10e étape | Classement général après la 10e étape | Classement général après la 10e étape |
|                                       | Coureur                               | Pays                                  | Équipe                                | Temps                                 |
| ------------------------------------- | ------------------------------------- | ------------------------------------- | ------------------------------------- | ------------------------------------- |
| 1er                                   | Miguel Indurain                       | Espagne                               | Banesto                               | en 44 h 49 min 19 s                   |
| 2e                                    | Tony Rominger                         | Suisse                                | Mapei-CLAS                            | + 2 min 28 s                          |
| 3e                                    | Gianluca Bortolami                    | Italie                                | Mapei-CLAS                            | + 4 min 37 s                          |
| 4e                                    | Armand de Las Cuevas                  | France                                | Castorama                             | + 4 min 40 s                          |
| 5e                                    | Thierry Marie                         | France                                | Castorama                             | + 5 min 51 s                          |
| 6e                                    | Thomas Davy                           | France                                | Castorama                             | + 6 min 4 s                           |
| 7e                                    | Christopher Boardman                  | Royaume-Uni                           | GAN                                   | + 6 min 6 s                           |
| 8e                                    | Sean Yates                            | Royaume-Uni                           | Motorola                              | + 6 min 30 s                          |
| 9e                                    | Abraham Olano                         | Espagne                               | Mapei-CLAS                            | + 6 min 31 s                          |
| 10e                                   | Lance Armstrong                       | États-Unis                            | Motorola                              | + 6 min 35 s                          |
| modifier                              |                                       |                                       |                                       |                                       |

## Classements annexes

### Classement par points
| Classement par points | Classement par points    | Classement par points | Classement par points   | Classement par points |
| --------------------- | ------------------------ | --------------------- | ----------------------- | --------------------- |
|                       | Coureur                  | Pays                  | Équipe                  | Point(s)              |
| 1er                   | Djamolidine Abdoujaparov | Ouzbékistan           | Polti-Vaporetto         | 221 points            |
| 2e                    | Silvio Martinello        | Italie                | Mercatone Uno-Medeghini | 173 pts               |
| 3e                    | Gianluca Bortolami       | Italie                | Mapei-CLAS              | 143 pts               |
| modifier              |                          |                       |                         |                       |

### Classement du meilleur grimpeur
| Classement du meilleur grimpeur | Classement du meilleur grimpeur | Classement du meilleur grimpeur | Classement du meilleur grimpeur | Classement du meilleur grimpeur |
| ------------------------------- | ------------------------------- | ------------------------------- | ------------------------------- | ------------------------------- |
|                                 | Coureur                         | Pays                            | Équipe                          | Point(s)                        |
| 1er                             | Peter De Clercq                 | Belgique                        | Lotto-Caloi                     | 51 points                       |
| 2e                              | Francisco Cabello               | Espagne                         | Kelme-Avianca-Gios              | 30 pts                          |
| 3e                              | Claudio Chiappucci              | Italie                          | Carrera-Tassoni                 | 28 pts                          |
| modifier                        |                                 |                                 |                                 |                                 |

### Classement du meilleur jeune
| Classement général du meilleur jeune | Classement général du meilleur jeune | Classement général du meilleur jeune | Classement général du meilleur jeune | Classement général du meilleur jeune |
|                                      | Coureur                              | Pays                                 | Équipe                               | Temps                                |
| ------------------------------------ | ------------------------------------ | ------------------------------------ | ------------------------------------ | ------------------------------------ |
| 1er                                  | Abraham Olano                        | Espagne                              | Mapei-CLAS                           | en 44 h 55 min 50 s                  |
| 2e                                   | Lance Armstrong                      | États-Unis                           | Motorola                             | + 4 s                                |
| 3e                                   | Andrea Peron                         | Italie                               | Polti-Vaporetto                      | + 2 min 39 s                         |
| modifier                             |                                      |                                      |                                      |                                      |

### Classement par équipes
| Classement par équipes | Classement par équipes | Classement par équipes | Classement par équipes |
|                        | Équipe                 | Pays                   | Temps                  |
| ---------------------- | ---------------------- | ---------------------- | ---------------------- |
| 1re                    | Castorama              | France                 | en 134 h 41 min 36 s   |
| 2e                     | Mapei-CLAS             | Italie                 | + 39 s                 |
| 3e                     | Banesto                | Espagne                | + 3 min 37 s           |
| modifier               |                        |                        |                        |